# Köröstopa
Köröstopa falu Romániában, Bihar megyében.

## Fekvése
Bihar megyében, Élesdtől délkeleti irányban, a Sebes-Körös völgyében, a nagybáródi patak mellett, Révtől északra, Körösgégény és Kisbáród között fekvő település.

## Története
Nevét az oklevelekben 1503-ban említették először.
Hajdan 3 Topa nevű település is volt egymásmellett: Alsótopa, Felsőtopa és Kistopa néven.
A három Topa nevű település a Telegdi család birtoka volt, melyekre István kincstartó 1503-ban új adománylevelet eszközölt ki a királytól.
Topa az úgynevezett Báródság-hoz tartozott.
A trianoni békeszerződés előtt Bihar vármegye Élesdi járásához tartozott.

## Nevezetességek
- Görögkatolikus temploma 1815-ben épült.